# 레아 T
레아 T(Lea T, 1981년 4월 17일 ~ )는 브라질에서 태어나 이탈리아에서 자란 성전환 모델이다. 프랑스의 명품 브랜드 지방시의 수석 디자이너인 리카르도 티시(Riccardo Tisci)의 뮤즈다. "T"는 리카르토 티시의 "티시"를 뜻한다.
브라질의 전직 축구 선수인 토니뉴 세레주의 딸이며 이탈리아에서 성장했다. 출생 당시에는 남자였지만 2011년 1월에 성전환 수술을 받겠다는 의사를 밝혔다. 2012년 3월에 태국에서 성전환 수술을 받으면서 여자가 되었다.
2016년 리우데자네이루 하계 올림픽 개막식에서 올림픽 개최국인 브라질 선수단의 피켓 요원을 맡으면서 올림픽 역사상 최초로 올림픽 개막식에 공식적으로 참석한 트랜스젠더가 되었다.